# All is Found
"All Is Found" es una canción de la película de Disney Frozen II de 2019. La canción es interpretada por Evan Rachel Wood como Reina Iduna, la madre de Anna y Elsa, y escrita por Kristen Anderson-Lopez y Robert Lopez.
La canción fue la primera en ser compuesta para la película, y sus compositores buscaron inspiración en "Rock-a-bye Baby" y canciones de cuna noruegas. Fue escrito antes de que Wood fuera lanzado.
Los Angeles Times la consideró, la cuarta mejor canción de la película.

## Versiones internacionales
En su estreno en el cine, la película contaba con 47 doblajes en todo el mundo, con la canción All is Found contando 46 versiones en general: la grabación de la canción de Prisca Demarez se utilizó en ambas versiones francesas lanzadas en Europa y Canadá, aunque el resto de los doblajes fueron independientes. Entre los doblajes publicados, se grabó una versión en tamil , telugu y sami septentrional para la secuela, a pesar de que la primera película nunca ha sido doblada a estos idiomas. Como sucedió en Moana con sus versiones en tahitiano, maorí y hawaiano,  la versión Sami fue un doblaje excepcional hecho específicamente para la película, dada la inspiración que tomó de la cultura Sami.
La compositora noruega-sueca Christine Hals, que interpretó a Iduna en la versión noruega, había participado previamente en Frozen, escribiendo la letra en nórdico antiguo para la canción "Heimr Àrnadalr" e interpretando kulning para que Beck la use en su canción.
La actriz española Isabel Valls realizó las versiones en español catalán y europeo, mientras que la cantante india Sunitha Sarathy expresó a Iduna en tamil y telugu.
| Idioma         | Intérprete                   | Título                                    | Traducción                                      |
| -------------- | ---------------------------- | ----------------------------------------- | ----------------------------------------------- |
| Árabe          | رولا زكي                     | "نهر الذكريات"                            | "Río de recuerdos"                              |
| Búlgaro        | N/A                          | "Открито"                                 | "Abiertamente"                                  |
| Cantones       | 莫 子 慧                     | "長河 盪漾"                               | "Ondulación del río largo"                      |
| Catalán        | Isabel Valls                 | "S'hi troba tot"                          | "Se encuentra todo"                             |
| Croata         | Maja Posavec                 | "Rijeka puna sjećanja"                    | "Un río lleno de recuerdos"                     |
| Checo          | Kateřina Šildová             | "Pravdu znát"                             | "Para saber la verdad"                          |
| Danés          | Tina Dico                    | "Alle svar"                               | "Todas las respuestas"                          |
| Neerlandés     | Renée van Wegberg            | "Ahtohallan"                              | "Ahtohallan"                                    |
| Inglés         | Evan Rachel Wood             | "All Is Found"                            | "Todo está encontrado"                          |
| Estonio        | Nele-Liis Vaiksoo            | "Tee alles veel"                          | "Hacer más"                                     |
| Finés          | Suvi Teräsniska              | "Löydän sen"                              | "Lo encontraré"                                 |
| Flamenco       | Jasmine Jaspers              | "Al wat je zoekt"                         | "Lo que sea que estés buscando"                 |
| Francés        | Prisca Demarez               | "La berceuse d'Ahtohallan"                | "Canción de cuna de Ahtohallan"                 |
| Alemán         | Sabrina Weckerlin            | "Es kommt zu dir"                         | "Viene a ti"                                    |
| Griego         | Τάμτα                        | "Θα σε κρατάω"                            | "Yo te cuidaré"                                 |
| Hebreo         | שירלי לילו                   | "תוכלי הכול לגלות"                        | "Puedes averiguarlo todo"                       |
| Hindi          | स्मिता मल्होत्रा                    | "यादों की नदिया"                                | "Ríos de recuerdos"                             |
| Húngaro        | Györfi Anna                  | "Múltiple-ár"                             | "Precio pasado"                                 |
| Islandés       | Thelma Hrönn Sigurdórsdóttir | "Okkur kært"                              | "Queridos nosotros"                             |
| Indonesia      | Beatrix Renita               | "Semua akan ditemukan"                    | "Todo será encontrado"                          |
| Italiano       | Claudia Paganelli            | "Il Fiumme del passato"                   | "El río del pasado"                             |
| Japonés        | 吉田 羊                      | "魔法 の 川 の 子 守 唄"                  | "Canción de la guardia infantil del río mágico" |
| Kazajo         | Динара Сұлтан                | "Берін табасйн"                           | "Déjame encontrar uno"                          |
| Coreano        | 조영경                       | "기억 의 강"                              | "Río de la memoria"                             |
| Letón          | N/A                          | "Laika strauts"                           | "Una corriente de tiempo"                       |
| Lituano        | N/A                          | "Ten kur žemės pakraštys"                 | "Donde los bordes de la tierra"                 |
| Chino mandarín | 丁 爽 鄭心慈                 | "回忆 之 河" "冒險 過往"                  | "Río de memorias" "Pasado de aventuras"         |
| Noruego        | Christine Hals               | "I elven finnes alt"                      | "En el rio hay de todo"                         |
| Polaco         | Agnieszka Przekupień         | "Gdy nie masz nic"                        | "Cuando no tienes nada"                         |
| Portugués      | Mara Ruiz Raquel Ferreira    | "Se encontrar" "Tudo encuentra"           | "Encontrarse" "Todo se encuentra"               |
| Rumano         | Ana Ceborati                 | "Ce-i pierdut va fi găsit"                | "Lo que se pierde se encontrará"                |
| Ruso           | Елизавета Пащенко            | "Баллада о реке Ахтохаллэн"               | "Balada del río Ahtohallan"                     |
| Sami           | Eva Jeanette Iversen         | "Gávnnat buot"                            | ?                                               |
| Serbio         | Теодора Ристовски            | "Тајна се зна"                            | "El secreto es conocido"                        |
| Eslovaco       | Monika Hilmerová             | "Kto je čí"                               | "Quien es de quien"                             |
| Esloveno       | N/A                          | N/A                                       |                                                 |
| Español        | Isabel Valls Leslie Gil      | "La respuesta encontrarás" "Mil Memorias" | "La respuesta encontrarás" "Mil Memorias"       |
| Sueco          | Linda Olsson                 | "Uti älven"                               | "En el rio"                                     |
| Tamil          | Sunitha Sarathy              | "வாடை சேரும் பேராழி"                              | "La devastación de la podredumbre"              |
| Télugu         | Sunitha Sarathy              | "హంస దీవి తీరాన"                               | "Frente a las costas de la isla de los cisnes"  |
| Tailandés      | รพีพร ประทุมอานนท์              | "กลับคืนมา"                                 | "Regreso"                                       |
| Turco          | İzgi Gülfem Torunlar         | "Nehi̇rde"                                 | "En el rio"                                     |
| Ucraniano      | N/A                          | "Кожен знайде, що шукав"                  | "Todos encontrarán lo que buscaban"             |
| Vietnamita     | Nguyễn Duyên Quỳnh           | "Lại về bên nhau"                         | "De nuevo juntos"                               |

## Versión de Kacey Musgraves
Una versión de la cantante country estadounidense Kacey Musgraves se reproduce sobre los créditos finales de la película. La mayoría de los doblajes reprodujeron esta versión en los créditos finales, sin embargo, la canción cuenta con 6 versiones más en otros idiomas. Las versiones en tamil y telugu fueron interpretadas por la cantante india Sunitha Sarathy, quien también apodó a Iduna en los mismos idiomas,  mientras que la actriz Smita Malhotra realizó la versión de créditos finales y proporcionó la voz de Iduna en hindi.
| Idioma         | Intérprete                    | Título                      | Traducción                                     |
| -------------- | ----------------------------- | --------------------------- | ---------------------------------------------- |
| Inglés         | Kacey Musgraves               | "All is found"              | "Todo se encuentra"                            |
| Hindi          | स्मिता मल्होत्रा                     | "यादों की नदिया"                  | "Ríos de recuerdos"                            |
| Kazajo         | Индира Едильбаева             | "Берін табасйн"             | "Déjame encontrar uno"                         |
| Chino mandarín | 吉娜·爱丽丝                   | "回忆之河"                  | "Río de memorias"                              |
| Ruso           | Наталья Павлова y Павел Алоин | "Баллада о реке Ахтохаллэн" | "Balada del río Ahtohallan"                    |
| Tamil          | Sunitha Sarathhy              | "வாடை சேரும் பேராழி"                | "La devastación de la podredumbre"             |
| Télugu         | Sunitha Sarathhy              | "హంస దీవి తీరాన"                 | "Frente a las costas de la isla de los cisnes" |

## Posicionamiento

### Versión de Evan Rachel Wood
| Posición (2019)                            | Mejor posición |
| ------------------------------------------ | -------------- |
| Singapur (RIAS)                            | 27             |
| Bubbling Under Hot 100 Singles (Billboard) | 5              |
| Digital Songs (Billboard)                  | 49             |
| Billboard                                  | 5              |

### Versión de Kacey Musgraves
| Posición (2019)               | Mejor posición |
| ----------------------------- | -------------- |
| Hot Country Songs (Billboard) | 31             |
| Digital Songs (Billboard)     | 6              |